# Чанчжэн-9
«Чанчжэн-9» — проектируемая китайская сверхтяжёлая ракета-носитель (РН), разрабатываемая Китайской Академией технологии ракет-носителей (CALT).
По информации, представленной на международном аэрокосмическом конгрессе в 2013 году, планируется создание сверхтяжёлой ракеты-носителя, превосходящей американские «Сатурн-5» и SLS.
Разрабатываемый носитель будет выводить массу полезной нагрузки до 133 тонн на низкую опорную орбиту (НОО) и до 50 тонн на геостационарную орбиту (ГСО).
Рассматриваются два альтернативных варианта ракеты-носителя: схема A — с керосино-кислородными и схема B — с твердотопливными ускорителями первой ступени.

## Характеристики
| Вариант                         | Схема A                          | Схема B                          |
| ------------------------------- | -------------------------------- | -------------------------------- |
| Тяга (у земли)                  | 5 200 тс (51 МН)                 | 5 000 тс (49 МН)                 |
| Полная масса                    | 4 100 т                          | 4 150 т                          |
| Высота (макс.)                  | 98 м                             | 101 м                            |
| Масса выводимой ПН (НОО 200 км) | 130 т                            | 133 т                            |
| Масса выводимой ПН (ГПО)        | 50 т                             | 50 т                             |
| Ускорители                      |                                  |                                  |
| Двигатели                       | 4 × YF-660                       | РДТТ                             |
| Тяга                            | 4 × 650 тс                       | 4 × 1000 тс                      |
| Топливо                         | керосин — жидкий кислород        | твёрдое топливо                  |
| Масса топлива                   | 4 × 320 т                        | 4 × 575 т                        |
| Первая ступень                  |                                  |                                  |
| Двигатели                       | 4 × YF-660                       | 4 × YF-220                       |
| Тяга                            | 4 × 650 тс                       | 4 × 200 тс                       |
| Топливо                         | керосин — жидкий кислород        | жидкий водород — жидкий кислород |
| Масса топлива                   | 1756 т                           | 1000 т                           |
| Вторая ступень                  |                                  |                                  |
| Двигатели                       | 2 × YF-220                       | 1 × YF-220                       |
| Тяга                            | 2 × 200 тс                       | 1 × 200 тс                       |
| Топливо                         | жидкий водород — жидкий кислород | жидкий водород — жидкий кислород |
| Масса топлива                   | 500 т                            | 200 т                            |

## Ракеты-носители аналогичного класса
- «Сатурн-5» (12 успешных запусков, проект закрыт в 1973 году)
- Н-1 (отменён в 1976 году, 4 неудачных запуска)
- «Энергия» (2 успешных запуска, последний полёт в 1988 году, проект закрыт в 1992 году)
- «Арес-5» (отменён в 2010 году, заменён на SLS)
- «Енисей» (остановлен в 2021 году, возобновлён в 2024 году)
- SLS (1 успешный запуск)
- SpaceX Starship/Super Heavy (метановый, разрабатывается, 3 частично успешных запуска)